# ガチャフォース
『ガチャフォース』（Gatcha Force、北米版はGotcha Force）は、2003年11月27日に発売されたカプコンのニンテンドー ゲームキューブ用ゲームソフト。

## 概要
個性的なロボットが登場し、最大4人までの対戦（2on2）が楽しめる対戦型ロボットアクションゲーム。登場するロボットは全206種類（通常で手に入るのは204種類、残り2つは敵専用と懸賞による入手）で、おもちゃのような丸くて優しいデザインに仕上がっている。従来のロボットゲームに比べて操作が簡単で、子供から大人まで誰でも遊びやすくなっている。
本作は、同社の『機動戦士ガンダム vs.シリーズ』（以下『ガンダム vs.シリーズ』）の流れを汲んでおり、どちらも同社の企画者である冨田篤が手がけている。

## ゲーム内容

### ゲームシステム
プレイヤーは、全205種類のロボット（ガチャボーグ）から自由にロボットを選択し、チームを編成して敵（対戦相手）と戦う。チーム編成は決められたコスト内でやり取りしなければならないため、性能と出撃順序をよく考えておく必要がある。試合開始後、相手ロボットを倒し、先に相手チームの総コスト量を0にしたら勝ちである。ステージによっては特定のステージボスを倒すことが目標に設定され、それ以外の雑魚キャラクターが無限に現れることもある。
また、戦闘中にためたゲージを消費してこちらのチームを一定時間強化できる「Xチャージ」というシステムがある（同時に発売された『機動戦士Ζガンダム エゥーゴvs.ティターンズ』における「ハイパーコンビネーション」に相当）。
操作体系やシステムは『ガンダム vs.シリーズ』に準じたもの（詳細は『機動戦士ガンダム vs.シリーズ#シリーズを通しての基本システム』などを参照）だが、独自の要素も多数盛り込まれている。以下は例の一部。
- 攻撃ボタンが2つのみであり（『ガンダム vs.シリーズ』では射撃、格闘、サブ射撃の3つある）敵との間合いに応じて自動的に射撃と格闘のどちらかが選択されて攻撃となる。一部のロボットは片方のボタンが「飛行」や「変形」を行うためのものになっており攻撃ボタンが1つのみという場合や、格闘攻撃が存在せず間合いに関係無く射撃を行う場合もある。
- 敵の攻撃を防ぐシールドの耐久力が無限であり、シールドが破損することは無い。シールドを構えるのに操作は必要なく、攻撃をしていない状態でシールドに攻撃が当たると自動的に防いだことになる。
- 攻撃ボタンを一定時間押し続けてゲージをためると実行できる、もしくはそうしないと発動しない強力な「チャージ攻撃」が一部に存在する。中には特定のボタンにチャージをしない通常の攻撃が存在せず、チャージ攻撃しかないというロボットも存在する。
- 翼を持っているなどの一部のロボットは空中ダッシュだけではなくボタン操作で制限時間の無い「飛行」を行うことができる。飛行中は常に前進し続けており、方向キーの左右で旋回となる。高度は変える事が出来ない。また戦闘機系のロボットは常に飛行状態であり、旋回に加えて方向キーの上下で上昇・下降を行い、ジャンプボタンで加速することができる。
- 特定のロボットの組み合わせで出撃し、Xチャージを行うことで「合体」が発生して強力な1体のロボットに変化する（2人プレイの場合、1体の操作を2人で分業し行うこととなる）。

チャージ攻撃のシステムや耐久力無限のシールドなど一部システムは、『機動戦士ガンダムSEED 連合vs.Z.A.F.T.』など後の『ガンダム vs.シリーズ』に逆輸入された。
各々のボーグは、バトルに登場すると1ポイント、勝利するともう1ポイントの経験値を獲得し、一定の経験値を貯めるとレベルアップすることができる。レベルアップによってヒットポイントや射撃武器の弾数の増加、溜め攻撃のチャージ時間の短縮などの効果が得られる。
ボーグを入手した際レベルは1から始まり、最高10レベルまで成長する。

### ゲームの流れ
※中心となるシナリオモードについて紹介する。
プレイヤーは、シナリオ展開に沿って与えられた課題（ミッション）をクリアしていく。出現した敵ロボットを倒すとポイント（画面には表示されない隠しパラメーター）が蓄積され、これが一定値を超えると該当する敵ロボット、もしくは複数集めるとロボットが手に入るデータクリスタルが入手できる。ゲーム開始直後は選べるロボット数が少なく、コストであるGFエナジーの量が少ないため強力なロボットを使用することができないが、ゲームを進めて行くにつれて使用可能なロボットやGFエナジーの量が増えて遊びの幅が広がっていく。オープニングからエンディングまでの所要時間は、約18時間（1周目）。周回を重ねるごとに難易度が上がっていき、ゴールドやクリスタルといった色違いの貴重なロボットも現れる。
シナリオをクリアし次の周回になるとロボットは引き継がれるが、GFエナジーは引き継がれず最初からやり直しとなるため、序盤はコストの高いロボットは使用できない。

## ストーリー
獅子戸吼（ししど こう）は、最近転校してきたばかりの小学5年生。ある日、学校の裏山に隕石が落ちるところを目撃した彼は、興味本位で隕石を探しに裏山へ向かう。そこで偶然出会ったものは、手のひらサイズのマシン生命体“ガチャボーグ”であった。故郷の星を滅ぼした悪のガチャボーグ“デスフォース”を追って地球にやってきた、Gレッドと名乗るそのガチャボーグは「君の助けが必要なんだ！」と呼びかける。主人公はGレッドの呼びかけを受け入れ、友達になる。そして、同じく地球にやってきた他のガチャボーグとその友達である少年少女たちと、デスフォースから町を地球を救うために正義のガチャボーグ軍団“ガチャフォース”を結成するのであった。

## 登場キャラクター
コウ / 獅子戸吼（ししど こう）
声 - 渡辺久美子
主人公、すなわち、プレイヤーの分身。コウという名はデフォルトであり、好きな名前を付けることも可能。元気で陽気な熱血漢で、勉強や学校はあまり好きではないタイプのようで、占拠された学校を取り戻すミッションにはあまり乗り気ではなかった。プレイヤーキャラクターであり、手持ちのガチャボーグから自由に使うボーグを決められるため、決まった戦法というものを持っていない。モチーフの動物はライオン（獅子）、パートナーボーグはマシンボーグ：ヒーローロボのGレッド。
コウに限らず、このゲームに登場する人物たちは動物をモチーフとしており、名前と外見にその動物を表す特徴が含まれている。コウの場合はライオンの鬣のような髪型と眉毛にライオンの面影を見せている。
オロチ / 錦織凛（にしきおり りん）
声 - 中原麻衣
ガチャフォースを敵視し、デスフォースを従え戦いを挑んでくる謎の女の子。登場するコマンダーたちの中で、唯一特定のパートナーボーグを持たず、接近戦型の多種多様なボーグを使う。モチーフの動物はニシキヘビ、前半はダークナイトを、後半はデスウイングをパートナーとする。
実はデスフォースの首領・デスブレンに記憶を封じられた上で洗脳されており、従っているのは彼女の意思によるものではない。オロチという名前もデスブレンに与えられたものである。2周目以降はステージのクリア状況によってストーリー展開が変化し、記憶は封じられたままだが洗脳が解け、味方となってくれる。
洗脳が完全に溶けた姿はエンディングにわずかだけ登場し、服装などからバスケットボールを行っている体育会系の人物であったことがわかる。
ショウ / 鷹見翔（たかみ しょう）
声 - 伊藤健太郎
謎の少年。父親がデスフォースの被害にあったことからガチャボーグ全体を恨んでおり、ガチャフォースにもデスフォースにも見境無く戦いを仕掛ける。ウイングボーグを中心に、空中から高火力の攻撃を得意とする。モチーフの動物は鷹、パートナーボーグはウイングボーグ：アヌビスウィングのガルダ。
序盤から中盤にかけての敵キャラクターとして登場する。ステージのクリア状況によってはストーリー展開が変化し、味方になることもある。
カケル / 犬井駆（いぬい かける）
声 - 吉竹範子
コウの同級生。一番の親友。頬に絆創膏を貼っている。ニンジャボーグ使いで、質より量で機動力を重視した戦法を取る。モチーフの動物は犬、パートナーボーグはニンジャボーグ：ノーマルニンジャのサスケ。
うさぎ / 黒川うさぎ（くろかわ うさぎ）
声 - 服部加奈子
強気で男勝りな女の子。ガールボーグを中心に、エンジェルボーグなど攻撃的な女性型ボーグによる射撃攻撃を得意とする。味方の位置を気にすることなく射撃を行うシステムの都合上誤射が多く、接近戦を仕掛けるプレイヤーに攻撃が当たってしまうことで有名。モチーフの動物は兎、パートナーボーグはガールボーグ：バトルガールのケイ。
マナ / 海原麻魚（うみはら まな）
声 - 中原麻衣
優しくておとなしめな女の子。ナースボーグやウィザードボーグなど、補助系の女性型ボーグを使い、攻撃よりも援護を重視して戦う。モチーフの動物は魚、パートナーボーグはナースボーグ：エンジェルナースのナオ。
コタロー / 縞野虎太郎（しまの こたろう）
声 - 渡辺久美子
物語の途中から参戦する。登場人物中最年少で、コウたちの弟的存在。ガンボーグ使いで、主に射撃攻撃を使う。モチーフの動物は虎、パートナーボーグはガンボーグ：リボルバーガンマンのビリー。
ネコベー / 猫部克己（ねこべ かつみ）
声 - 高木渉
1人だけ年上で中学生。卑怯な上に小心者。ナイトボーグ使いの接近戦型。モチーフの動物は猫、パートナーボーグはナイトボーグ：ヴァンパイアナイトのヴラド。
後述のキツネと共に序盤の敵キャラクターとして登場するが、ストーリーが進行するとデスフォースの襲撃を受けた際キツネを見捨てて逃げる。しかし結局襲われてコウに助けられ、勝手に仲間になる。
キツネ / 狐山明男（こやま あきお）
声 - 吉竹範子
ネコベーとは先後輩関係にあり慕っていて、いつもコンビを組んで動く。マシンボーグ使いで耐久力と攻撃力の高いフォースを使う。モチーフの動物は狐、パートナーボーグはマシンボーグ：クローロボのアイザック。
デスフォースの襲撃を受けた際ネコベーに見捨てられてしまい、コウに助けられて以後は味方になってくれる。
ツトム / 加鳥勉（かとり つとむ）
声 - 浦和めぐみ
親に猛勉強させられているが、うさぎと共にガチャフォースに編入する。コウたちとは割と仲がいいらしい。タンクボーグ・エアボーグ使いで遠距離からの射撃・砲撃を中心に戦う。主にプレイヤーと同じ敵を狙うため、最後の一撃を持っていかれるのも少なくない。モチーフの動物は鳥、パートナーはタンクボーグ：ノーマルタンクのレオパルド。
メット / 恩田正宗（おんだ まさむね）
声 - ゆきじ
いつも軍人の格好をしている。コウとはあまり仲が良くなく、最初は彼を敵視している。敵の動きを妨害する補助系ボーグを使う。モチーフの動物はカメレオン、パートナーボーグはニンジャボーグ：アローニンジャのシジマ。
テツヤ / 猿渡哲也（さわたり てつや）
声 - 高木渉
スポーツ少年。日焼けしている。コウと同じ熱血キャラクター。実はコウたちとも友人関係にあるようだが、メットの相棒で彼とは仲が良く、最初はメットと共にコウたちに戦いを挑んでくる。メットと行動を共にすることを優先し、序盤は仲間になってくれない。ムシャボーグ・ナイトボーグなどの近接攻撃型ボーグを使う。モチーフの動物は猿、パートナーボーグはムシャボーグ：ノーマルサムライのムサシ。
タマ / 多摩川たま（たまがわ たま）
声 - 浦和めぐみ
金持ちのお坊ちゃんで、何事も自分の思う通りにならないと気がすまない。尊大な性格。モチーフになった動物と名前の由来はアゴヒゲアザラシのタマちゃんで、開発当時タマちゃんはまだ日本にいた。フォートレスボーグを使い、圧倒的な火力で敵を捻じ伏せる。パートナーボーグはフォートレスボーグ：シリウスのデスアーク。
デスフォースにパートナーボーグを与えられたことで最初は敵として登場するが、そのデスフォース側に始末されそうなところをコウに助けられて味方となってくれる。
ユージ / 荒木優二（あらき ゆうじ）
声 - ゆきじ
不思議な言動や行動を取る男の子。ショウの相棒として唐突に登場する。服装は薄着で、サングラスを常時額に載せている。ナックルボーグを使い、トリッキーな動きの接近戦型。モチーフの動物はコアラ、パートナーボーグはナックルボーグ：ジェルダイバーのジャック。
Gレッド
声 - 伊藤健太郎
惑星メガボーグからサハリ町にやってきたマシンボーグ族のヒーローロボ（ややこしいがヒーローボーグとは無関係）。コウがはじめて出会ったガチャボーグで、デスフォースの脅威から地球を守るため、コウに協力を頼む。マシンボーグ族の中では小柄だが、礼儀正しくも熱さを持つヒーローらしい性格。コウと出会った時点では、度重なる戦いの影響で本来の力を失ってしまっているが、ある程度ストーリーを進めることで本来の力を取り戻し、剣を持つようになるなど強化が行われる。なお、ゲーム中はGレッド以外のヒーローロボが会話に登場することはない。
一度ゲームをクリアし、2周目以降になると最初から本来の力を取り戻した状態でストーリーが進行する。
デスブレン
声 - 高木渉
デスフォースを統べる首領で、その正体は突然変異で生まれた超大型フォートレスボーグ。手のひらサイズが基本のガチャボークとは思えないほど巨大で、大陸一つにも匹敵する。巨大な生体脳からGFエナジーを発生させて戦いを起こしている。オロチを介してさらなるGFエナジーを集め、惑星メガボーグを滅ぼした力を再び使おうとしていた。
あまりにも大きさに差があるため、プレイヤーはGFエナジーを大量に取り込み、巨大化したガチャボーグで戦うこととなる（それでもデスブレンのほうが圧倒的に大きいが）。
本作に登場するガチャボークの中で唯一プレイヤーが使用できない敵専用のガチャボーグである。

## 登場ロボット（ガチャボーグ）
ガチャボーグは全206種類あるが、ここではその主な分類を紹介する。
- ニンジャボーグ（忍者）

機動力に非常に優れており、接近戦が得意。分身やワープなどの忍法を使うものもいる。
- ガンボーグ（ガンマン・軍人）

射撃能力に非常に優れるが、機動力、格闘能力はやや欠ける。銃だけではなく、爆弾を扱うものもいる。女性型のボーグに対しては攻撃力、防御力がやや弱くなる。
- ナイトボーグ（騎士）

接近戦が非常に得意で、中距離での戦いもある程度こなせるが、機動力にやや欠ける。HPそのものは全体的に低めだが、正面からの攻撃を無効化することができる盾を装備している者が多い。
剣、斧、ハンマーなど様々な武器を持った種類がおり、操作にクセがあるものが多い。
- ガールボーグ（女性型）

銃火器を持った女性諜報員。機動力、射撃能力に優れ、接近戦もある程度こなせるが、耐久力は低め。
- マシンボーグ（二足歩行ロボット）

主に接近戦に優れるが、射撃も優秀な万能タイプ。通常サイズのものと大型のものの2種類に大別される。
通常サイズのものはコストがあまり高くなく、耐久力に優れるが、機動力にやや欠ける。いかにも戦闘ロボといった外見のものが多い。
大型のものはコストがかなり高いが、全ての能力がバランスが良く高い。また、変形機能（タンクボーグやエアボーグに変形可能）や、特定の2体のマシンボーグ同士での合体能力を持っているものもいる。上記のものより人に近い姿のものが多い。
- ドラゴンボーグ（竜）

動きは鈍重で近接攻撃手段を持っていないが、強力なブレス攻撃と高い耐久力、翼での飛行能力を併せ持つ（ただし移動速度は遅い）超大型ボーグ。コストは非常に高く、特に大型のものは全分類中最も高いコストを持つ。シナリオでは、物語の節目のボスキャラクターとして出てくることが多い。
- ムシャボーグ（武者）

二刀流の剣技による接近戦が得意。攻撃力、機動力がともに高めで、射撃もある程度こなせる。ナイトボーグに対しては攻撃力、防御力が少し上昇する。
- ナックルボーグ（格闘家・潜水士）

機動力と格闘能力に優れる。純粋な格闘家というより変身、自爆などのトリッキーな特殊能力を持っている者が多い。
- ウィザードボーグ（魔女）

様々な魔法で味方のサポートや敵への妨害を行う。反面格闘、射撃のどちらも苦手で、直接戦闘には向かない。コストは低め。「ウィザード（男性の魔法使い）」と名が付いているが、全て女性型ボーグである。
- ナースボーグ（看護婦）

味方を回復させることができる。反面格闘、射撃のどちらも苦手で、直接戦闘には向かない。
- アイドルボーグ（アイドル）

相手を混乱させることができる。反面格闘、射撃のどちらも苦手で、直接戦闘には向かない。ポップスハニー1種のみがこの分類に当てはまる。
- バグボーグ（昆虫）

平均的な能力を持ち、設置型の罠や弱体化系の補助攻撃を扱う。
- デビルボーグ（悪魔）

戦死したムシャボーグの怨霊という設定がされているものと、翼と大鎌を持った死神のような姿をしたものに分かれる。
怨霊武者型はムシャボーグと比べて機動力にやや欠けるが、接近戦が得意で、さらに戦闘中に他のボーグ（敵味方は問わない）が倒れるごとに刀が延長され、攻撃範囲が広がっていく。
死神型は翼での飛行能力を持ち、機動力と攻撃の誘導性能に優れるが、耐久力が極端に低い。
- ヒーローボーグ（正義の味方）

主に接近戦に優れるが、射撃も優秀な万能タイプ。変身能力や、巨大化能力を持っている者もおり、操作にクセがあるものが多い。
通常より一段高い4段エアジャンプが可能であったり、空中ダッシュの距離が非常に長かったりと、ジャンプでの移動性能も特徴的。
- ウイングボーグ（有翼人）

翼での飛行能力を持ち、射撃能力と機動力に優れ、格闘もこなせる。
- エンジェルボーグ（天使）

耐久力は低めで、基本的に直接戦闘にはあまり向かないが、大半が味方のサポートや敵への妨害をする何らかの特殊能力を持っている。
また、翼での飛行能力を持ち、機動力にも優れる。コストも低め。デビルボーグに対しては攻撃力、防御力が少し上昇する。
- タンクボーグ（戦車・車両）

高い耐久力と射撃能力を持つが、基本的に接近戦は苦手で機動力にも欠ける。コストはやや高い。飛行型ボーグに対しては攻撃力が高く、防御力は低くなる。
広範囲のボーグを敵味方問わず一撃で殲滅する大技を持つものや、エアボーグへの変形機能を持つものもいる。基本的に近接攻撃手段は持たないが、一部体当たりによる接近戦が可能なものもいる。
- エアボーグ（飛行機・ヘリコプター・UFO）

空中での機動力に優れる。完全な飛行機型をしており、地上に降りることはない。
基本的に近接攻撃手段は持っておらず、主に相手の攻撃の届きにくい上空からの射撃や爆撃で戦う。
- フォートレスボーグ（宇宙戦艦・宇宙空母・人工衛星）

強力な射撃能力と桁外れの耐久力を併せ持つ超大型ボーグ。反面コストは非常に高い。ドラゴンボーグの性能をさらに極端にしたようなもの。常に空中高く浮いており、近接攻撃を当てにくい。近接攻撃手段を持っていないうえ移動能力に乏しく、初期配置から全く移動できないものもいる（旋回は可能）。
- デスボーグ（ザコ敵）

主なガチャボーグの劣化コピー的な位置づけ。いずれも真っ黒なボディに一つ目の頭部という共通したデザインを持つ。
デスフォースの戦闘員としてデスブレンによって生み出された存在だが、入手すればプレイヤーでも使うことができる。
オリジナルに負けない攻撃力、機動力を持つものから、まともな使用に耐えないほど性能の低いものまで様々だが、いずれもコストはとても低く、反面耐久力も極端に低い。
全体的に成長が早く、また、レベルアップによる恩恵が大きいものが多い。
自爆、相手を強制的に変身させるなど特異な能力を持つものもいる。

## 楽曲

### 主題歌
「戦え！ガチャフォース」
型番：CPDA-1023 [TGCS-1878]
作詞 - なかの★陽 / 作曲・編曲 - 渡辺宙明 / 歌 - 高取ヒデアキ

### オープニング曲
「Shining World」
作詞 - Maho Fukami / 作曲・編曲 - Mitsuhiro Takeda / 歌 - Luzi

## 関連商品
- ガチャフォース Vジャンプ独占攻略本 ISBN 4087792706、ISBN-13 978-4087792706
  - 2003年12月発売。Vジャンプブックス、集英社。
- CAPCOM SPECIAL SELECTION ガチャフォース CPDA-10060
  - 2009年9月24日発行。カプコンオフィシャルショップ「イーカプコン」で限定発売されたミニサントラCD付きのイラスト・設定集。

CD収録曲
| 曲名                      | 作曲・編曲者     | ボーカル                |
| Shining World             | Mitsuhiro Takeda | オープニング曲 歌：Luzi |
| タイトル                  | 高野充彦         |                         |
| セレクト画面              | 高野充彦         |                         |
| VS画面〜バトルその1       | 高野充彦         |                         |
| バトルその2               | 高野充彦         |                         |
| バトルその3               | 高野充彦         |                         |
| バトルその4               | 高野充彦         |                         |
| バトルその5               | 高野充彦         |                         |
| バトルその6               | Mitsuhiro Takeda |                         |
| バトルその7（VSライバル） | Mitsuhiro Takeda |                         |
| バトルその8（VSボス）     | Mitsuhiro Takeda |                         |
| 戦え！ガチャフォース      | 渡辺宙明         | 主題歌 歌：高取ヒデアキ |
| エンディング              | Tohru Yasuda     |                         |
| スタッフロール            | Mitsuhiro Takeda |                         |

## その他
上記のように『ガンダム vs.シリーズ』を原型とした作品であるが、その要素が大々的に広告されることは無く、そちらのシリーズに対して目立った売り上げを残すことは無かった（詳細は下記を参照）。
ただし、作品としての高評価を得ることには成功して、ゲームクリエイターの桜井政博がゲーム誌『ファミ通』で連載する自身のコラムで「隠れた名作」として賞賛しており（同時に「世界観が子供向け過ぎた」と失敗要因も分析している）、開発スタッフから謝辞を述べられている。また、売り上げが振るわず荷本数が少なかったことと、発売後に時間を経て再評価されて需要が拡大したことにより、通信販売のAmazon.co.jpなどでは値段が定価の2倍近くまで高騰するという事態が起きた。
また、根強いファンに支えられる形となったため、公式サイトでは4周年目となる2007年までの4年間、発売日である11月27日に記念更新がされ続けていた。

### 売り上げ
カプコン広報担当によると、2004年春の段階での総売上本数は 約2万5千本である。
また、ゲームキューブとの互換性を持つWiiの登場によって他のカプコンのゲームとともに2007年7月下旬より再版され、Amazonなどでついていたプレミアム価格も収束した。結果、約5000本の売り上げを記録。久々にゲームキューブ用ソフトが50位以内にランクインすることになった。
2012年3月にも、イーカプコンにて限定版とともに再発売された。

### キャンペーン
集英社の雑誌『Vジャンプ』で紹介・メディアミックスが行われて、同誌にて漫画版（作画：加藤春日）の短期連載も行われた。
また、通常プレイでは入手できない限定キャラクター・Gブラックを配布する企画も実施され、ジャンプフェスタ2004の会場で配布されたものと、その後『Vジャンプ』誌上にて応募者への抽選で206名に送られる企画の2回が行われた（なお、後者の配布作業は、当選者がメモリーカードを送信し、そのカードに対して開発スタッフが手作業でGブラックを入れて送り返すという方法で、直に応募者の手紙を見たところ20代・30代の応募者も多数見られたという）。